# 1184 до н. е.

## Події
- 24 квітня — згідно з датуванням Ератосфена та Аполлодора Афінського, в цей день грецькі воїни змогли пробратись у Трою за допомогою троянського коня.

## Померли
- Цзу Ґен - китайський імператор з династії Шан